# Oficiul Registrului Național al Informațiilor Secrete de Stat
Oficiul Registrului Național al Informațiilor Secrete de Stat (ORNISS) este o instituție publică din România, aflată în subordinea Guvernului, în coordonarea secretarului general al Guvernului, cu autoritate la nivel național în domeniul securității informațiilor clasificate . A fost înființată în anul 2002, înlocuind Autoritatea Națională de Securitate (ANS). ORNISS exercită atribuții de reglementare, autorizare, evidență și control în domeniul protecției informațiilor clasificate, ale Standardelor naționale de protecție a informațiilor clasificate în România și ale Normelor privind protecția informațiilor clasificate ale Organizației Tratatului Atlanticului de Nord în România.
ORNISS a fost înființată la solicitarea expresă a NATO și a UE, fiind organizată și funcționând în concordanță cu cerințele, recomandările și practicile celor două organizații internaționale . 

## Relații interinstituționale
Pentru a-și îndeplini obligațiile, ORNISS are dreptul de a solicita informațiile necesare de la conducătorii autorităților și instituțiilor publice, agenților economici cu capital de stat sau privat, și alte persoane juridice publice sau private. Acestea sunt obligate să furnizeze ORNISS cu informații privind protecția informațiilor clasificate din domeniul lor de activitate, cu excepția cazurilor prevăzute de lege .
Oficiul pentru Supravegherea Secretelor de Stat din cadrul Serviciul Român de Informații efectuează verificările de securitate necesare pentru a acorda avizul de securitate industrială în scopul eliberării autorizației sau certificatului de securitate industrial de către ORNISS pentru persoanele juridice implicate în negocierea sau desfășurarea contractelor clasificate .
ORNISS este organismul național de legătură pentru informațiile clasificate, care asigură implementarea unitară a standardelor de securitate la nivel național, fiind legat de Oficiul de Securitate al NATO (NOS), Secretariatul General al Consiliului Uniunii Europene, Biroul de Securitate al Comisiei Europene și alte structuri similare din statele membre și partenere ale Alianței Nord-Atlantice și ale Uniunii Europene. Scopul acestuia este protecția informațiilor clasificate .